# لبشي مردوخ
لبشي-مردوخ (اللغة الأكدية: 𒆷𒁀𒅆𒀭𒀫𒌓 وتعني "يا مردوخ، لا يجوز لي أن أخجل") كان الملك الخامس وما قبل الأخير للإمبراطورية البابلية الحديثة، وحكم في عام 556 قبل الميلاد. كان ابنًا وخليفة لنرغال شراصر. على الرغم من أن المؤلفين الكلاسيكيين مثل بيروسوس كتبوا أن لبشي مردوخ كان مجرد طفل عندما أصبح ملكًا، فإن الوثائق البابلية تشير إلى أنه كان مسؤولاً عن شؤونه الخاصة قبل صعوده إلى العرش، مما يشير إلى أنه كان بالغًا، وإن كان ربما لا يزال صغيرًا نسبيًا.
كان حكم لبشي مردوخ قصيرًا جدًا، إذ دام من شهر إلى ثلاثة أشهر فقط، حيث يعود آخر دليل على حياة نرغال شراصر إلى أبريل 556 قبل الميلاد، كما ظهرت وثائق مؤرخة لخليفة لاباشي مردوخ، نبونيد، في مايو من نفس العام وانتشرت على نطاق واسع في بابل بحلول نهاية يونيو. قاد بلشاصر ابن نبونيد انقلابًا ضد الملك، فخلع وقتل لبشي مردوخ وأعلن نابونيدوس ملكًا. السبب وراء عزل لبشي مردوخ غير معروف، يصف بيروسوس التبرير ببساطة بأنه استسلام لبشي مردوخ لـ "طرق شريرة". أحد التفسيرات المحتملة هو أنه في حين استمد نرغال شراصر مطالباته بالعرش من زواجه من ابنة نبوخذ نصر الثاني، وهو ملك سابق، ربما كان لاباشي مردوخ غير مرتبط على الإطلاق بالسلالة الحاكمة البابلية، نتيجة لكونه ابن زوجة أخرى.

## خلفية

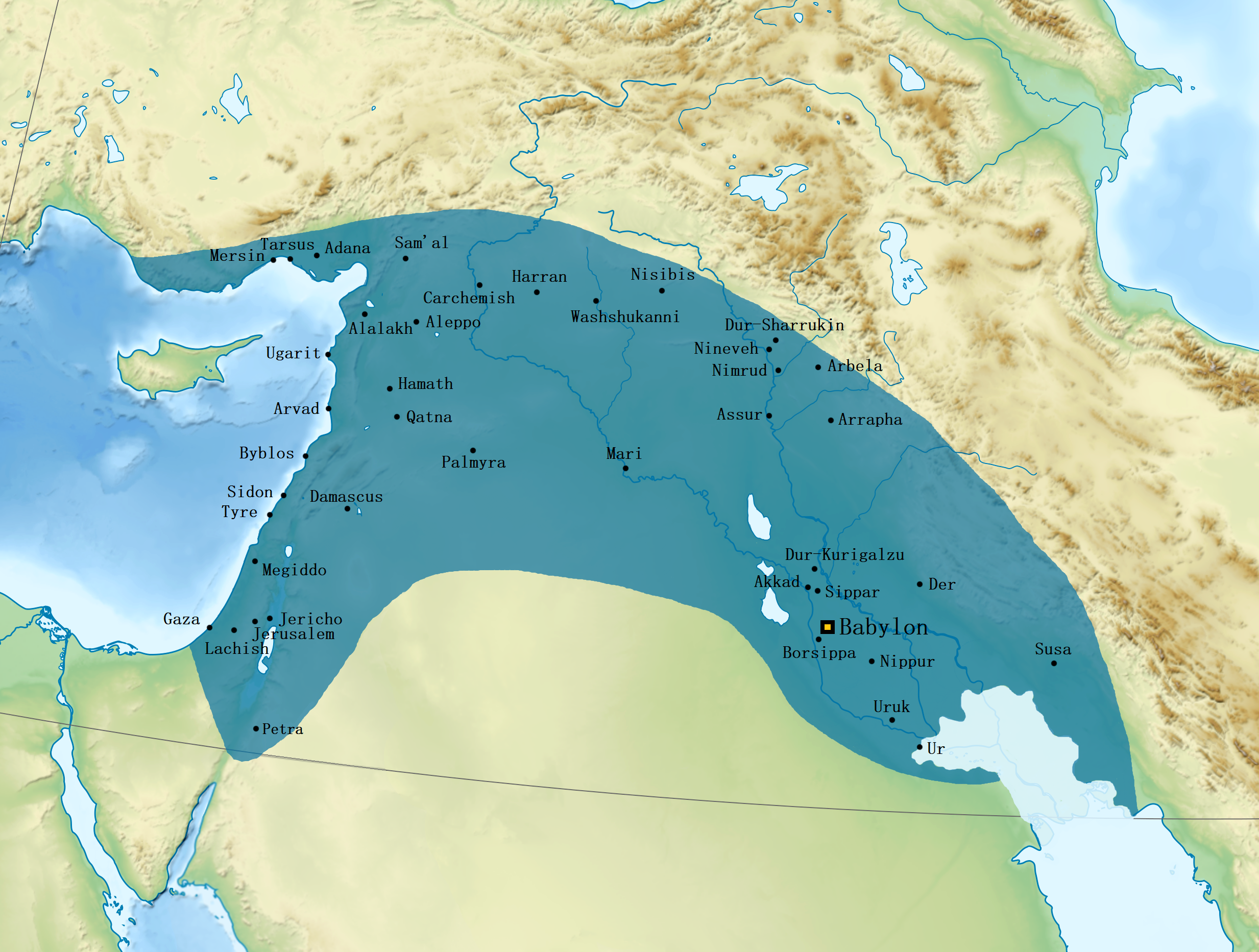
الإمبراطورية البابلية الحديثة في عهد نبوخذ نصر الثاني

كان لبشي مردوخ ابنًا ووريثًا نرغال شراصر (حكم 560-556 قبل الميلاد)، الملك الرابع للإمبراطورية البابلية الحديثة. والدة لبشي مردوخ كانت ابنة نبوخذ نصر الثاني (حكم 605-562 قبل الميلاد)، ثاني ملوك الإمبراطورية وأقواهم. من المعروف أن هناك ثلاث بنات لنبوخذ نصر؛ كشايا، وإينين-إتيرات، وباو-أسيتو، لكن لا يوجد نص مسماري يذكر صراحةً الابنة التي تزوجتها نرغال شراصر. اقترح المؤرخ ديفيد ب. فايسبيرج في عام 1974 أن زوجة نرغال شراصر كانت كاشايا، حيث يظهر اسمها مع اسم نبوخذ نصر نرغال شراصر في الوثائق الاقتصادية. على الرغم من عدم وجود دليل ملموس، فقد قُبل هذا التعريف بشكل عام من المؤرخين اللاحقين، مثل دونالد وايزمان وجونا ليندرينج.
كان نرغال شراصر ابنًا لرجل يُدعى بيل-شوم-إشكون وربما كان في الأصل من عشيرة بوكودو الآرامية، إذ سُجّل بيل-شوم-إشكون على أنه نشأ في المقاطعة البابلية التي تحمل الاسم نفسه. وفقًا للكاتب والفلكي البابلي من العصر الهلنستي اللاحق بيروسوس، توفي نبوخذ نصر بسبب المرض بعد حكم دام 43 عامًا وخلفه ابنه أويل مارادوخوس (أميل مردوخ)، الذي "حكم بشكل متقلب ولم يكن لديه أي اعتبار للقوانين". بعد حكم دام عامين، تآمر نيرغلساروس (نرغال شراصر) ضد أميل مردوخ وعزله وقتله. إذا كان بيروسوس هو المصدق، فإن نرغال شراصر كان زعيم هذه المؤامرة. من المرجح أن الصراع بين أميل مردوخ ونرغال شراصر كان حالة من الخلاف بين أفراد العائلة وليس شكلاً آخر من أشكال التنافس. من المرجح أن مطالبة نرغال شراصر بالعرش جاءت من خلال زواجه من ابنة نبوخذ نصر، التي ربما كانت أكبر سنًا بشكل ملحوظ من أي من أبناء نبوخذ نصر (حيث تم التوثيق عنها في وقت اسبق منهم بكثير في عهد والدها).

## حكم
من المرجح أن نرغال شراصر توفي في أبريل 556 قبل الميلاد. آخر الوثائق المعروفة التي يرجع تاريخها إلى عهد نرغال شراصر هي عقد من 12 أبريل 556 قبل الميلاد في بابل وعقد من 16 أبريل من نفس العام من مدينة أوروك. قائمة ملوك أوروك (IM 65066، والمعروفة أيضًا باسم قائمة الملوك 5)، وهي سجل لحكام بابل من شاماش-شوم-أوكين (حكم 668-648 قبل الميلاد) إلى الملك السلوقي سلوقس الثاني كالينيكوس (حكم 246-225 قبل الميلاد)، تمنح نرغال شراصر حكمًا لمدة ثلاث سنوات وثمانية أشهر، وهو ما يتفق مع احتمال وفاته في أبريل.
وهكذا أصبح لبشي مردوخ ملكًا لبابل، لكن حكمه كان قصيرًا. نظرًا لأنه حكم لفترة قصيرة جدًا من الزمن، فلا توجد نقوش باقية من فترة حكمه كملك. يذكر بيروسوس خطأً أن حكم لبشي مردوخ استمر تسعة أشهر (رغم أنه من الممكن أن يكون هذا خطأ كتابيًا) ويذكر أن "طرق لبشي مردوخ الشريرة" أدت إلى تآمر أصدقائه ضده، مما أدى في النهاية إلى ضرب الملك الطفل حتى الموت. ثم اتفق المتآمرون على أن يحكم نابونيدوس ( نبونيد )، أحد المتآمرين. تشير قائمة ملوك أوروك إلى أن لبشي مردوخ حكم لمدة ثلاثة أشهر فقط وتشير ألواح العقود من بابل إلى أنه ربما حكم لفترة وجيزة لا تتجاوز شهرين فقط. ويبدو أن عملية انتقال القيادة كانت إما فترة قصيرة من الارتباك بعد انقلاب قصر منفرد، أو حرب أهلية قصيرة. ظل لبشي مردوخ معترفًا به كملك في أوروك حتى 19 يونيو على الأقل، وفي مدينة سيبار الرئيسية حتى 20 يونيو على الأقل. أقدم وثيقة معروفة ترجع إلى عهد نبونيد في سيبار تعود إلى 26 يونيو. ومع ذلك، فإن أقدم وثيقة مؤرخة لنبونيد في مدينة نيبور تعود إلى 25 مايو، وأحدث الوثائق التي يرجع تاريخها إلى لبشي مردوخ في بابل نفسها تعود إلى 24 مايو. وأقدم لوح معروف مؤرخ نبونيد في بابل يعود إلى 14 يوليو. يمكن التوفيق بين هذه الأدلة من خلال افتراض أن نبونيد ربما اعتُرف به في قلب بابل، بما في ذلك نيبور وبابل، بالفعل في 25 مايو، في حين استمرت بعض المدن النائية في الاعتراف بلبشي مردوخ (على الرغم من أنه ربما كان قد مات في ذلك الوقت بسبب انقلاب القصر المحتمل) كملك حتى يونيو. بحلول نهاية شهر يونيو من عام 556 قبل الميلاد، كانت الألواح التي يعود تاريخها إلى نبونيد معروفة في جميع أنحاء بابل.
على الرغم من أن بيروسوس يشير إلى لبشي مردوخ كطفل، فمن المحتمل أنه أصبح ملكًا عندما أصبح بالغًا، حيث تشير النصوص التجارية من عامين سابقين إلى أن لبشي مردوخ كان مسؤولاً عن شؤونه الخاصة في ذلك الوقت. ومع ذلك، ربما كان لبشي مردوخ لا يزال صغيرا نسبيا. تشير أحد نقوش نبونيد إلى لبشي مردوخ باعتباره "صبيًا صغيرًا لم يتعلم السلوك السليم بعد".
السبب وراء الانقلاب ضد لبشي مردوخ غير معروف. من المحتمل أنه على الرغم من أن لبشي مردوخ ووالده كانا من ذوي العلاقات الجيدة وأثرياء، إلا أنهما كانا في النهاية يُنظر إليهما على أنهما من عامة الناس، ويفتقران إلى الدم النبيل. على الرغم من أن والدته ربطته بالسلالة الملكية باعتباره حفيد نبوخذ نصر، فمن الممكن أيضًا أن يكون لبشي مردوخ هو ابن نرغال شراصر وواحدة أخرى من زوجاته. وهكذا، فإن صعود لبشي مردوخ إلى العرش ربما كان بمثابة انقسام حقيقي في سلالة نبوخذ نصر، وربما هذا أثار معارضة من جانب عامة الناس في بابل. بعد وفاة لبشي مردوخ، صُودِرت الثروة الكبيرة وممتلكات عائلة نرغال شراصر، واستولى عليها في النهاية بلشاصر، ابن نبونيد، الذي (باعتباره المستفيد الرئيسي) كان على الأرجح المخطط الرئيسي للمؤامرة ضد لاباشي مردوخ. 

### فهرس
- Beaulieu، Paul-Alain (1989). Reign of Nabonidus, King of Babylon (556-539 BC). Yale University Press. DOI:10.2307/j.ctt2250wnt. ISBN:9780300043143. JSTOR:j.ctt2250wnt. OCLC:20391775. مؤرشف من الأصل في 2024-10-07.
- Beaulieu، Paul-Alain (1998). "Ba'u-asītu and Kaššaya, Daughters of Nebuchadnezzar II". Orientalia. ج. 67 ع. 2: 173–201. JSTOR:43076387. مؤرشف من الأصل في 2024-07-10.
- Beaulieu، Paul-Alain (2006). "Berossus on Late Babylonian History". Oriental Studies ع. Special Issue: A Collection of Papers on Ancient Civilizations of Western Asia, Asia Minor and North Africa: 116–149. مؤرشف من الأصل في 2024-06-04.
- Gruenthaner، Michael J. (1949). "The Last King of Babylon". The Catholic Biblical Quarterly. ج. 11 ع. 4: 406–427. JSTOR:43720153. مؤرشف من الأصل في 2024-10-07.
- Oppenheim، A. Leo (2003) [1985]. "The Babylonian Evidence of Achaemenian Rule in Mesopotamia". في Gershevitch، Ilya (المحرر). The Cambridge History of Iran: Volume 2: The Median and Achaemenian Periods. Cambridge University Press. ISBN:0-521-20091-1.
- Weiershäuser، Frauke؛ Novotny، Jamie (2020). The Royal Inscriptions of Amēl-Marduk (561–560 BC), Neriglissar (559–556 BC), and Nabonidus (555–539 BC), Kings of Babylon (PDF). Eisenbrauns. ISBN:978-1646021079. مؤرشف من الأصل (PDF) في 2024-09-21.
- Wiseman، D. J. (1983). Nebuchadnezzar and Babylon. British Academy. ISBN:978-0197261002.
- Wiseman، D. J. (2003) [1991]. "Babylonia 605–539 B.C.". في Boardman، John؛ Edwards، I. E. S.؛ Hammond، N. G. L.؛ Sollberger، E.؛ Walker، C. B. F. (المحررون). The Cambridge Ancient History: III Part 2: The Assyrian and Babylonian Empires and Other States of the Near East, from the Eighth to the Sixth Centuries B.C. (ط. 2nd). Cambridge University Press. ISBN:0-521-22717-8.